# Amsacta nivea
Amsacta nivea är en fjärilsart som beskrevs av George Francis Hampson 1916. Amsacta nivea ingår i släktet Amsacta och familjen björnspinnare. Inga underarter finns listade i Catalogue of Life.